# Thamnophis angustirostris
Thamnophis angustirostris är en ormart som beskrevs av Kennicott 1860. Thamnophis angustirostris ingår i släktet strumpebandssnokar, och familjen snokar. Inga underarter finns listade i Catalogue of Life.
Artens taxonomiska status är omstridd. The Reptile Database listar populationen som synonym till Thamnophis rufipunctatus.